# بوسه ستاره‌ها
«بوسه ستاره‌ها» تک‌آهنگی از هنرمند اهل بریتانیا پیکسی لات است که در ۲۹ ژانویه ۲۰۱۲ منتشر شد.
این تک‌آهنگ در چارت‌های اسکاتلند، بریتانیا جزو ده ترانه اول قرار گرفت.